# Olof Thunman

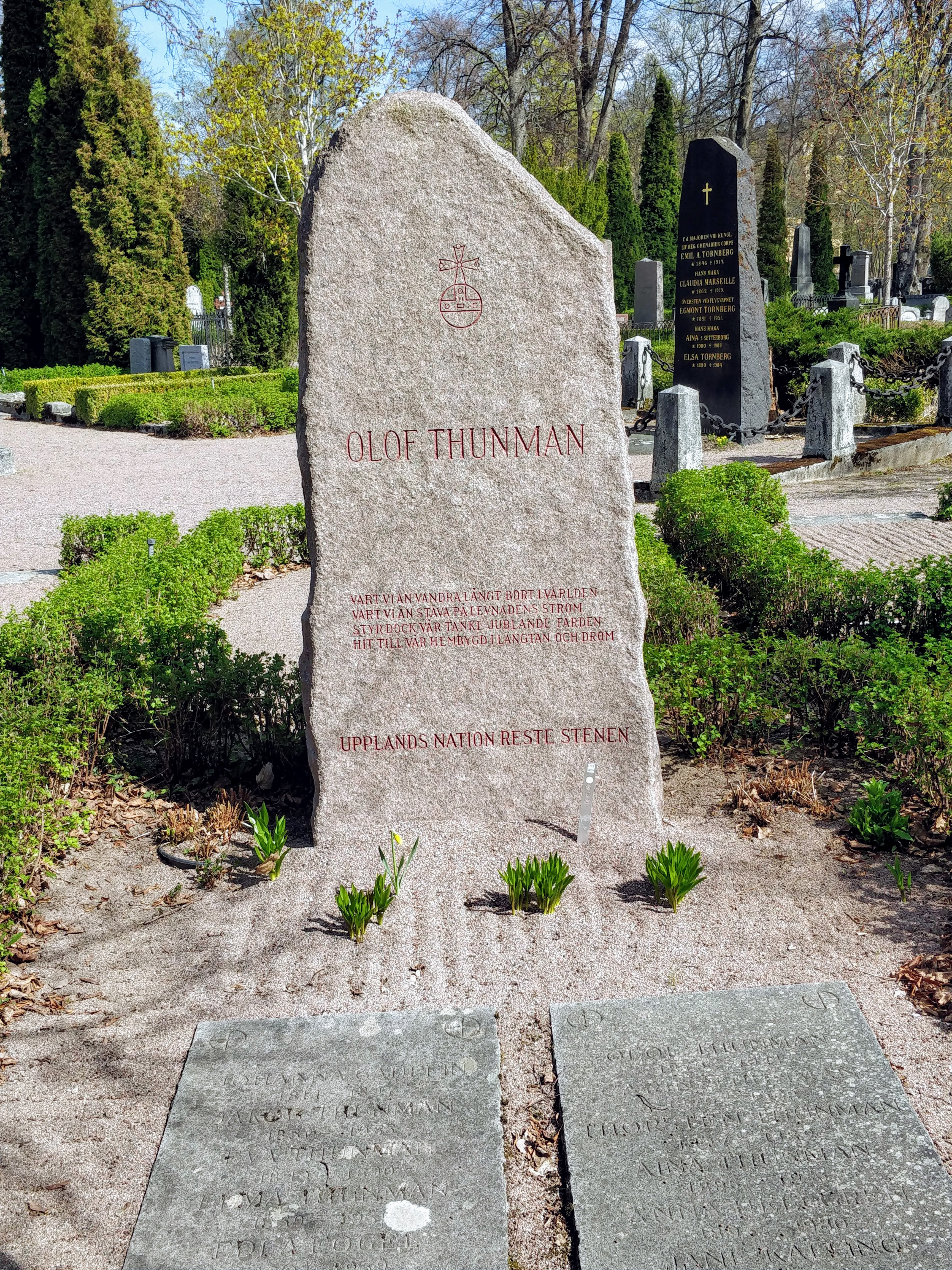
Gravvård Olof Thunman, Uppsala gamla kyrkogård.

Jacob Olof Magnus Thunman, född 11 februari 1879 i Uppsala, död 23 oktober 1944 på Noor i Knivsta socken, var en svensk målare, tecknare och skald.

## Biografi
Thunman var son till folkskolläraren Jakob Thunman och Eva Gauffin. Thunman föddes i huset Imperfektum och var först bosatt i Axvall i Västergötland, varifrån hans hustru Carin Kuylenstierna kom, för att sedan flytta till Skälsjön vid Lövstabruk, Österlövsta socken i Uppland och slutligen till Knivsta. Där bodde han i grindstugan till Noors slott. I Knivsta finns Thunmanskolan, som är uppkallad efter honom.
I både sin konst och sin diktning behandlade Thunman främst motiv från Uppland. Han undervisade Evert Taube i konst och poesi och har skrivit texten till gånglåten Vi gå över daggstänkta berg. Han också skrivit "Upplandssången", Här ligger landet. I bokform utgav han fem diktsamlingar och den postuma samlingen Valda dikter utgavs 1954.
Efter en tids studier i Uppsala övergick Thunman till bildkonst och diktning och studerade konst 1902–1906 vid Konstakademin där han sista läsåret belönades med akademiens andra medalj. Separat debuterade han med en utställning i på Uplands nation i Uppsala 1942 men han medverkade redan som akademielev i Konstnärslagets utställning i Stockholm 1905. En minnesutställning med hans konst visades på Östgöta nation i Uppsala 1945. 
Han vistades i Upplands skärgård, Västergötland och på västkusten. Fram till 1920-talet målade han mest marint men övergick mer och mer från olja till tusch, pastell och krita. Upsala Nya Tidnings påkostade julnummer pryddes på omslaget och i artiklarna om hembygd och uppländska fornminnen av hans teckningar i omkring 30 år. Teckningarna föreställer byggnader, landskap, naturskildringar och personer från hela Uppland. Ett omtyckt motiv var bränningar vid skärgården. Många av hans teckningar tillkom även som vinjetter till hans dikter.
2007 visades på Västergötlands museum utställningen Olof Thunman i Västergötland. Ett nittiotal bevarade verk spårades tack vare utställningens curator Birgitta Lundén.
Genom sin hustru Carin Kuylenstierna, majorsdotter från Axvall, kom Thunman att vara bosatt i Västergötland under en lång följd av år. Utställningen presenterade hans bildkonst från framför allt Valle härad, Billingens sluttningar och djupa skogar och Hornborgasjön med dess omgivningar målade mellan åren 1909 och 1923.
Thunman är representerad vid Skaraborgs pansarregemente, Västergötlands museum, Upplands museum, Upplands studentkår, Avdelningen för växtekologi och evolution (f.d. Växtbiologiska institutionen) vid Uppsala universitet och vid Linnéska stiftelsen i Hammarby.

## Utmärkelser
- Thunmanfonden, instiftad till Thunmans 50-årsdag 1929, vars avkastning tillfaller "uppländsk eller om Uppland förtjänt skald, konstnär eller annan kulturpersonlighet".
- En staty av Thunman finns utanför Särsta Värdshus i Knivsta.
- Thunmanskolan i Knivsta, inte långt från statyn, är uppkallad efter Thunman.
- En minnessten restes 1954 vid Thunmans grav på Uppsala gamla kyrkogård.
- År 2010 byttes minnesstenen ut mot en ny, och den gamla restaurerades och restes bredvid statyn utanför Särsta Värdshus.[8]

### Samlade upplagor och urval
- I Uppland : sjuttiofem dikter och sånger / utgivna av Teddy Brunius. Prisma. 1985. Libris 7407303. ISBN 91-518-1878-7
- Valda dikter / med en inledning av Nils Ålenius. Stockholm: Geber. 1954. Libris 1448823